# ويليام بيري (سياسي)
ويليام بيري (بالإنجليزية: William Perry)‏ هو سياسي نيوزلندي، ولد في 23 أغسطس 1885 في نيوزيلندا، وتوفي في 20 مارس 1968 في ويلينغتون في نيوزيلندا.